# Station Castlerea
Station Castlerea is een spoorwegstation in Castlerea in het Ierse graafschap Roscommon. Het station ligt aan de lijn Dublin - Westport. Via Manulla Junction is er een verbinding met Ballina. Volgens de dienstregeling van 2015  vertrekken er dagelijks vijf treinen in de richting Dublin en vijf in de richting Westport/Ballina. In Athlone is er incidenteel een aansluiting op de trein naar Galway.